# جايسون لي
جايسون مايكل لي (بالإنجليزية: Jason Lee)‏ (ولد في 25 إبريل عام 1970 ) هو ممثل أمريكي ومتزلج محترف، ولد في مقاطعة أورانج، كاليفورنيا ونشأ بالقرب من شاطئ هنتنغتون . التحق جايسون بمدرسة أوشن فيو الثانوية لكنه تركها قبل التخرج، اشتهر بدور إيرل هيكي في المسلسل الكوميدي اسمي إيرل.

## وصلات خارجية
- جايسون لي على موقع IMDb (الإنجليزية)
- جايسون لي على موقع روتن توميتوز (الإنجليزية)
- جايسون لي على موقع ألو سيني (الفرنسية)
- جايسون لي على موقع ميوزك برينز (الإنجليزية)
- جايسون لي على موقع تيرنر كلاسيك موفيز (الإنجليزية)
- جايسون لي على موقع أول موفي (الإنجليزية)
- جايسون لي على موقع قاعدة بيانات الأفلام السويدية (السويدية)
- جايسون لي على موقع إن إن دي بي (الإنجليزية)
- جايسون لي على موقع قاعدة بيانات الفيلم (الإنجليزية)
- جايسون لي على موقع كينوبويسك (الروسية)
- جايسون لي على موقع كينوبويسك (الروسية)
- صفحة جايسون لي في موقع IMDB.
- Stereo Skateboards